# Luiro (rivière)
La rivière Luiro (en finnois : Luiro) est un cours d'eau de Laponie en Finlande.

## Description
La rivière Luiro est un affluent du Kitinen qui est lui-même affluent du Kemijoki.
La rivière part du lac Luirojärvi à Sodankylä dans des paysages de Saariselkä, puis elle traverse les municipalités de Sodankylä, Savukoski et Pelkosenniemi en Laponie finlandaise.
Le lac Lokka est situé au milieu du cours de la rivière.